# میفیلد (کانزاس)
میفیلد (به انگلیسی: Mayfield) شهری در ایالت کانزاس کشور ایالات متحده آمریکا است که جمعیت آن در سرشماری سال ۲۰۱۰ میلادی، ۱۱۳ نفر بوده‌است.